# Обращённый диод
Обращённый дио́д — полупроводниковый диод, прямая ветвь вольт-амперной характеристики (ВАХ) которого аналогична прямой ветви ВАХ обычного выпрямительного диода, а обратный ток велик уже при напряжениях в десятки милливольт и значительно превосходит величину прямого тока. В диапазоне смещений приблизительно до 0,5—0,7 В (по модулю) прямая полярность оказывается запорной, а обратная — пропускной, с чем и связано название прибора.
За формирование ВАХ при обратной полярности («минус» на p-области) и при малых прямых смещениях ответственен туннельный эффект — перенос заряда в p-n-переходе посредством межзонного туннелирования. В этом смысле физика работы прибора такая же, как туннельного диода.
Однако в обращённом диоде уровень легирования (концентрации примесей) в p- и n- областях несколько ниже, нежели в туннельном диоде (для кремния, соответственно, 1018—1019 см−3 и свыше 1019 см−3), из-за чего обращённый диод практически не имеет характерного для туннельного диода максимума тока при прямой полярности.
Обращённый диод обладает значительной температурной зависимостью параметров. При этом, поскольку полупроводниковый материал легирован всё-таки довольно сильно, такие диоды малочувствительны к ионизирующему излучению.
Благодаря малой ёмкости и отсутствию накопления неосновных носителей, обращённые диоды применяются в СВЧ-схемах детектирования (выпрямления малых сигналов). При этом максимальное обратное напряжение не превышает 0,7 В. Также они находят применение в смесителях СВЧ-сигналов, например, в приёмном тракте радиолокационных станций.
Так как при малых прямых смещениях дифференциальное сопротивление диода очень велико, а даже при небольших обратных напряжениях оно мало, эти приборы используются в коммутаторах и переключателях малых СВЧ-сигналов.